# Округ Гранд (Колорадо)
Гранд (енгл. Grand County) је округ у америчкој савезној држави Колорадо. По попису из 2010. године број становника је 14.843. Седиште округа је град Хот Салфер Спрингс

## Демографија
Према попису становништва из 2010. у округу је живело 14.843 становника, што је 2.401 (19,3%) становника више него 2000. године.
| Група             | 2000.          | 2010.          |
| Белци             | 11.577 (93,0%) | 13.313 (89,7%) |
| Афроамериканци    | 60 (0,5%)      | 57 (0,4%)      |
| Азијати           | 85 (0,7%)      | 125 (0,8%)     |
| Хиспаноамериканци | 543 (4,4%)     | 1.116 (7,5%)   |
| Укупно            | 12.442         | 14.843         |